# Quercus oblongifolia
Espèce
Classification phylogénétique
Quercus oblongifolia, parfois dénommé Chêne bleu du Mexique, est un arbre de la famille des Fagaceae. Ce chêne se rencontre à la fois dans le Nord du Mexique et dans le Sud-Ouest des États-Unis.

## Habitat
L'arbre est présent dans le Sud-Ouest des États-Unis dans les États du Texas, du Nouveau-Mexique et de l'Arizona. Présent dans des zones assez sèches où l'altitude est inférieure à 1 800 mètres, l'arbre est également présent dans le nord du Mexique.

## Description
Le chêne atteint une taille de 5 à 8 mètres. Son tronc atteint un diamètre de 50 centimètres. À plus haute altitude, il présente une forme arbustive. Les feuilles font 2 à 5 cm de long. Les glands mesurent de 1,2 à 1,8 cm.

## Utilisation
Le bois de l'arbre est très dur et dense mais il travaille fortement en séchant. Il est utilisé en faible proportion comme bois de chauffage. Ses glands sont consommés par les écureuils, le pécari à collier et le bétail.